# 爱德华·埃尔加
爱德华·威廉·埃尔加爵士，第一代從男爵，OM，GCVO（英語：Sir Edward William Elgar, 1st Baronet，1857年6月2日—1934年2月23日），英国作曲家。他的代表作包括《谜语变奏曲》和《威風凜凜進行曲》等等。在20世紀早期，尤其四〇年代盛行現代主義的期間，埃爾加的評價並不甚高，現今則咸認是英國歷史上最偉大的作曲家。他與雷夫·佛漢·威廉斯、弗雷德里克·戴留斯等人的努力，可說顯著提升了英國音樂界的視野和評價。
在創作風格方面，埃爾加同當代幾位深具民族關懷的作曲家不同（例如佛漢·威廉斯、巴托克、雅纳切克、尼尔森、西贝柳斯和艾伍士等），更關注於創新與大篇章的作品，在這點上他更接近於馬勒或者理查德·施特劳斯。他本人拒不承認自己的音樂和民族情感有所關聯，然而，其作品能夠喚起這樣的精神，卻是不爭的事實。

## 生平
爱德华·埃尔加在伍斯特莫爾文希爾斯區下布羅德希思出生。埃尔加成长在浓厚的音乐环境中，父亲是乐器店店主兼教堂管风琴乐手。15岁时，他想去德国莱比锡留学学习音乐，由于经费不够，只好在他父亲的商店工作，并参加了社区的一个音乐俱乐部，在乐队里当小提琴乐手。在他29岁的时候，他认识了大他8岁的前市长亨利·罗伯茲爵士的女儿愛麗絲，3年后两人結為連理。
在愛麗絲的鼓励和疏通下，埃尔加集中精力进行音乐创作，并搬到伦敦发展，进入音乐圈子。但是初期并不成功，不久因为健康原因又返回家乡。直到埃尔加将近40岁的时候，他才有了一些名气。他为地方音乐节谱写音乐，并逐渐被人重视。1899年，《谜语变奏曲》获得出版，并在伦敦由德国指挥家汉斯·里希特指挥首演，获得成功。1900年時，埃爾加已是英國最著名的作曲家。1901年，他创作了他的5首《威仪堂堂进行曲》的第一首（最后一首创作于1930年），好评如潮，英国国王和王后也出席他的音乐会。这奠定了他作为当时英国最成功作曲家的声誉。
1902年到1914年之间，他四次访问美国。1904年，他获得爵士称号。1905年到1908年間他在伯明翰大学任教。1908年，他的第1號交響曲在一年之内演出了一百场。1911年他的第2號交響曲上演，同年他获得功績勳章，1912年他又搬到伦敦居住。1919年创作了他著名的大提琴协奏曲。1924年被封为英王御前音乐教师。1931年成為從男爵。1934年因大腸癌逝世。

## 作品節選
埃尔加曾正式出版的作品有九十首之多，其他未出版的作品則涵蓋了室內樂、合唱、歌曲等各類創作。著名者包括：
| 室內樂作品 - 小提琴與鋼琴奏鳴曲，作品82 - 弦樂四重奏，作品83 - 鋼琴五重奏，作品84 | 管弦樂作品 - 第1號交響曲，作品55 - 第2號交響曲，作品63 - 第3號交響曲（未完成） - 《謎語變奏曲》，作品36 - 《威仪堂堂進行曲》，作品39 協奏曲作品 - 小提琴協奏曲，作品61 - 大提琴协奏曲，作品85 | 弦樂合奏作品 - 弦樂小夜曲，作品20 - 前奏與快板，作品47 |

## 評價
- 佛里茲·史坦巴赫（英语：Fritz Steinbach）：「⋯⋯是管弦樂方面非凡的天才，新的道路開拓者。⋯⋯他的音樂完全令人耳目一新、有獨到的卓越技巧。」[4]

## 文化應用
- 日本動畫《我們這一家》（あたしンち）結尾曲便是以其作品《威風凜凜進行曲》改編
- 《爱的礼赞》（Salut d'Amour）部分旋律先後出現於香港流行歌手梁洛施之《先苦後甜》及韓國兒童歌唱組合七公主的《Love Song》中[註 2]

## 軼事
- 神劇《老人之夢（英语：The Dream of Gerontius）》1900年10月3日於伯明罕的首演相當失敗，指揮汉斯·里希特的準備不足尤其讓埃爾加詬病。是以在之後遇到自己作品的首演，他便堅持親自指揮演出[4]。

## 外部連結
- 埃尔加的免费乐谱，由国际乐谱典藏计划提供
- Edward Elgar （页面存档备份，存于）(The Elgar Society) （英文）
- 在Find a Grave上的爱德华·埃尔加
- 爱德华·埃尔加在Allmusic上的頁面